# Pseudohaje nigra
Pseudohaje nigra е вид отровна дървесна змия от семейство Аспидови (Elapidae).

## Разпространение
Видът е разпространен в централна и западна Африка. Среща се в Гана, Гвинея, Кот д'Ивоар, Либерия, Нигерия, Сиера Леоне и Того.